# Lajos Szigeti
Lajos Győző Szigeti (ur. 27 listopada 1906 w Budapeszcie, zm. 27 kwietnia 1974 tamże) – węgierski bokser, mistrz Europy, olimpijczyk.
Uczestniczył w igrzyskach olimpijskich w Los Angeles w 1932 roku, w kategorii średniej i w igrzyskach olimpijskich w Berlinie w 1936, walcząc w tej samej wadze.
Startując w mistrzostwach Europy w Budapeszcie w 1930 roku zdobył srebrny medal w kategorii średniej. W drugim swoim starcie w mistrzostwach Europy w Budapeszcie w 1934 roku wywalczył złoty medal, również w wadze średniej. Na swoich trzecich mistrzostwach w Mediolanie w 1937 roku zdobył brązowy medal w kategorii półciężkiej. W czwartym starcie w Dublinie w 1939 roku powtórzył swoje osiągnięcie sprzed dwóch lat.